# Грабовка (Хорошевский район)
Грабовка (укр. Грабівка) — село на Украине, находится в Хорошевском районе Житомирской области.
Население по переписи 2001 года составляет 150 человек. Почтовый индекс — 12122. Телефонный код — 4145. Занимает площадь 8,09 км².

## Адрес местного совета
12122, Житомирская область, Хорошевский р-н, с. Рыжаны, тел.: 5-31-82